# Bruno Vale
Bruno Miguel Esteves Vale (ur. 8 kwietnia 1983 w Mafamude) – portugalski piłkarz grający na pozycji bramkarza. Zaliczył jeden występ w Reprezentacji Portugalii.